# Гринч (филм)
Гринч (енгл. The Grinch) америчка је божићна филмска комедија из 2018. Друга је дугометражна екранизација романа Како је Гринч украо Божић! аутора Доктора Суса, после играног филма из 2000. Радња прати Гринча, који заједно са својим псом Максом планира да крађом поклона заустави прославу Божића у Хувилу.
Приказан је 9. новембра 2018. Зарадио је преко 540 милиона долара, поставши најуспешнији божићни филм икада. Добио је помешане рецензије критичара, који су похвалили анимацију и гласовне улоге, али су критиковали мањак креативности.

## Радња
Гринч (Бенедикт Камбербач) је био врло груб и стварно је мрзео Божић. Неколико дана пре Божића, он је постао још громогласнији поготово када је град који се у близини назива Хувил прошао свуда како би били сигурни да је овогодишња прослава три пута већа него претходне године. Уз помоћ свог пријатеља пса Макса, Гринч је одлучио украсти Божић од становника Хувила.
У међувремену је млада девојка по имену Синди Ху (Камерон Сили) мислила на заробљавање Деда Мраза како би могла затражити посебну жељу од њега. Имала је врло љубазну мајку под називом Дона Лу Ху (Рашида Џоунс), али обично преоптерећену. Путеви Синди и Гринча би се касније срели и њихови животи никада неће бити исти.

## Улоге
| Глумац             | Улога                   |
| ------------------ | ----------------------- |
| Бенедикт Камбербач | Гринч                   |
| Камерон Сили       | Синди Лу Ху             |
| Рашида Џоунс       | Дона Ху                 |
| Кенан Томпсон      | Бриклбаум               |
| Анџела Ленсбери    | градоначелница Макгеркл |
| Фарел Вилијамс     | приповедач              |
| Тристан О'Хер      | Груперт                 |
| Сем Лаванџино      | Ози                     |
| Рамон Хамилтон     | Ексл                    |
| Скарлет Естевез    | Изи                     |
| Мајкл Бити         | продавац                |